# Гектор Ломбард
Гектор Ломбард (англ. Hector Lombard; нар. 2 лютого 1978, Матансас, Куба) — кубинський спортсмен, у 2000 році у складі кубинської збірної з дзюдо виступав на олімпійських іграх в Сіднеї. Є багаторазовим чемпіоном Куби і чемпіоном світу з дзюдо.